# Ḍamma réfléchi
Le ḍamma réfléchi est une signe diacritique vocalique de l’alphabet arabe. Il n’est pas à confondre avec la pointe de flèche arabe en chef vers la gauche.

## Utilisation
Le ḍamma réfléchi a été utilisé en wolof (wolofal), ayant la forme d’une pointe de flèche arabe en chef vers la gauche dans certains styles d’écriture, comme le ḍamma qui a parfois la forme d’une pointe de flèche arabe en chef vers la droite,.

## Représentation informatique
Le ḍamma réfléchi peut être représentée avec le caractère U+065D Arabic reversed damma (damma arabe réfléchi).